# Ujung Menteng
Ujung Menteng is een plaats (wijk - kelurahan) in het bestuurlijke gebied Cakung, Jakarta Timur (Oost-Jakarta) in de provincie Jakarta, Indonesië. De plaats telt 31.131 inwoners (volkstelling 2010).

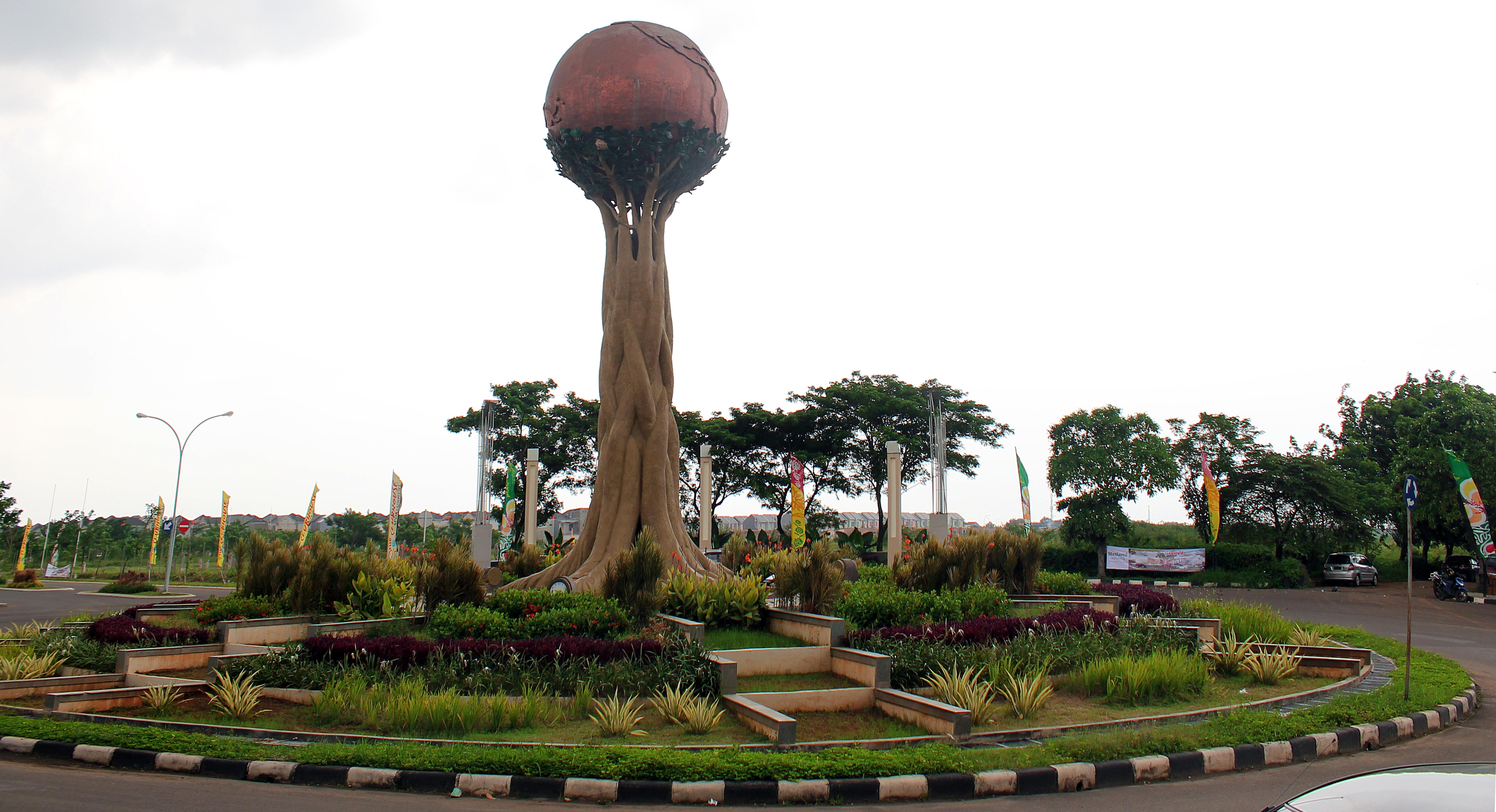
Rotonde Metland Regency. [https://tools.wmflabs.org/geohack/geohack.php?pagename=File%3ABundaran_MetLand_Regency_%282012%29%2C_Cakung_-_panoramio.jpg¶ms=-06.181355_N_0106.967457_E_globe:Earth_type:camera_source:Panoramio&language=en Camera locatie